# Picte
Pour les articles homonymes, voir Picte (homonymie).
Le picte était la langue parlée par les Pictes, peuple des Lowlands d'Écosse, entre le IIIe siècle et le IXe siècle. Les preuves de l'existence de cette langue se limitent à des noms de lieux et de personnes trouvés sur des monuments et dans des textes d'époque. À son apogée, il semblerait qu'elle ait été parlée des Shetland au Fife.

## Classification
Le problème de la classification de la langue picte fut en partie résolu en 1582, par l'universitaire humaniste (de langue gaélique à l'origine) George Buchanan, qui expliqua que le picte était une langue similaire au gallois, au gaulois et à l'écossais. Les recherches postérieures sur cette langue furent considérées comme de simples post-scriptums des travaux de Buchanan. John Pinkerton tenta de démontrer, dans ses travaux de 1789, que le picte était une langue germanique originaire de Scandinavie et serait l'ancêtre du scots moderne.

## Sources du vocabulaire
Le matériel linguistique limité que constituent les noms de lieux et les noms de personnes semble plaider en faveur de l'hypothèse selon laquelle les Pictes parlaient une forme de celtique insulaire lié aux langues brittoniques du sud même si l'on écrivit souvent que le picte aurait été plus proche du gaulois que des langues brittoniques. Colomba, un Gaël, eut besoin d'un interprète chez les Pictes, et Bède écrivit qu'ils parlaient une langue différente de celle des Britons, mais ces affirmations ne révèlent rien sur la nature du picte, qui pourrait aussi bien être une langue non indo-européenne, donc anté-celtique, ayant survécu parmi les Pictes. Les arguments de cette hypothèse sont issus de la théorie longtemps répandue, que les langues et cultures ne pouvaient se répandre que par des invasions ou des migrations. Des éléments pré-indo-européens peuvent être trouvés assez fréquemment dans des noms de lieux du nord de l'Écosse et une théorie veut que certaines inscriptions oghamiques pictes représenteraient également des exemples de cette langue.

### Onomastique
Les noms de lieux permettent de déduire les foyers historiques de population picte en Écosse. Ceux qui comprennent comme premier élément Aber- « embouchure », Lhan- « cimetière », Pit- « portion, partie, ferme », ou Fin- « colline [?] » témoignent de régions autrefois habitées par les Pictes (Par exemple : Aberdeen, Lhanbryde, Pitmedden, Pittodrie, Findochty, etc.). Cependant, c'est Pit- qui est l'élément le plus caractéristique, puisqu'Aber- peut également être trouvé à des endroits de langue cambrienne. Certains des éléments pictes, tels que Pit-, furent formés après l'ère picte et peuvent se référer à de précédents « comtés ». D'autres proposent également les éléments de noms de lieux comme pert « haie » (gallois perth : Perth, Larbert, etc.; gaulois pert- : Pertuis, Perte, etc.), carden « bosquet » (gallois cardden : Pluscarden, Kincardine, etc.), pevr « brillant » (gallois pefr : Strathpeffer, Peffery, etc.).
Les preuves des noms de lieux peuvent aussi révéler la propagation du gaélique parmi les Pictes. Ainsi, Atholl, signifiant Nouvelle-Irlande, est attesté dès le début du VIIIe siècle. Fortriú possède également des noms de lieux suggérant une colonie ou une influence gaélique. Il y a de nombreux mots empruntés au picte dans l'écossais moderne, comme beinn, mais peu ont survécu en doric.
L'ethnonyme Picte peut être rapproché de celui des Pictons ou Pictaves (Poitou, Poitiers), autre peuple celtique, puisqu'il contient le même élément pict- (« rusé »), mais par homophonie avec le latin pictus (« peint ») l'idée s'est répandue dès l'antiquité que les Pictes et les Bretons se seraient enduit le corps et le visage de pastel, et parfois représentés teints en bleu et blanc dans la culture populaire moderne, par allusion au drapeau écossais.

### Historique
En dehors des noms de personnes, Bède donne un seul nom de lieu picte (HE, I, 12), quand il traite du mur d'Antonin : 

« Il débute à une distance de deux miles du monastère d'Abercurnig, à l'ouest, en un lieu nommé Peanfahel en langue picte, Penneltun en anglais, et s'étale vers l'ouest, finissant près de la ville d'Alcluith. »

Le nom de Peanfahel — aujourd'hui Kinneil, à Bo'ness — se révèle contenir des éléments de la même famille que le brittonique penn (fin ou tête) et le gaélique fal (mur).
Campion dans son Histoire d'Irlande (1571) donne l'étymologie de Riddesdale qui viendrait de Rheudisdale qui peut être décomposé selon lui en
- dahal mot picte signifiant part et
- Rheuda (ou Rheuter), fils de Fergusius, prince irlandais venu s'installer en territoire picte[12].

Rheudisdale signifierait donc "part de Rheuda" ou "appartenant à Rheuda".